# Герит Енгелке
Герит Енгелке (на немски: Gerrit Engelke) е немски работнически писател, автор на стихотворения и дневници.

## Биография
Бащата на Енгелке, първоначално търговски служител, после собственик на магазин за долни дрехи, се преселва през 1904 г. в Америка, а майката и сестрата го последват през 1910 г.
След като получава основно образование, Енгелке завършва художествена школа с изпит за калфа и след 1909 г. работи в различни предприятия. Наред с това посещава вечерни курсове в хановерското училище за художествени занаяти и получава там две награди. Музеят Аугуст Кестнер закупва през 1914 г. 80 акварела от 24-годишния Герит Енгелке.
Поетът Рихард Демел, с когото Енгелке се запознава през 1913 г., съдейства за първата му публикация в списанието на Паул Цех „Нов патос“ (Das neue Pathos). Освен това го въвежда в кръга на писатели, които публикуват творбите си в сп. „Квадрига“ (Quadriga). Енгелке става член на техния кръг и заедно с други двама работнически поети създава антивоенната стихосбирка „Рамо до рамо“ (Schulter an Schulter).
Енгелке е мобилизиран и пратен на фронта. В самия край на войната е тежко ранен и като войник от германската армия е взет в плен на 11 октомври 1918 г. в северния френски град Кобре. След два дни умира на 27 години в английски лазарет.

## Признание
- Улица Герит Енгелке в Хановер е наречена на поета.
- В памет на писателя град Хановер учредява през 1979 г. литературната награда „Герит Енгелке“, която се присъжда на всеки две години до 2005 г.
- На Герит Енгелке са наречени улици в Бремен, Дортмунд, Гота, Кьолн и Зеелце.